# Money for Nothing
Money for Nothing és un senzill de la banda de rock britànica Dire Straits, inclòs en el seu àlbum d'estudi Brothers in Arms del 1985. La lletra de la cançó està escrita des del punt de vista de dos homes de la classe treballadora que veuen vídeos musicals i comenten el que veuen. La cançó compta amb la col·laboració de Sting cantant com a veu de fons, fent tant la introducció al falset com el cor de suport de «I want my MTV». L'innovador vídeo de la cançó va ser el primer que es va emetre a MTV Europa quan es va llançar la cadena l'1 d'agost de 1987.
Comercialment va ser el single amb més èxit dels Dire Straits, aconseguint el número 1 durant tres setmanes als Estats Units, el número 1 durant tres setmanes a la llista de Top Rock Tracks dels Estats Units i el número 4 en el Regne Unit natal de la banda. «Money for Nothing» va guanyar el premi Grammy a la millor interpretació rock d'un duo o grup amb vocalista el 1986 a la XXVIII edició dels Premis Grammy, i el vídeo va guanyar el premi Vídeo of the Year en la III edició dels MTV Video Music Awards.